# Meristogenys stenocephalus
Meristogenys stenocephalus é uma espécie de anfíbio anuro da família Ranidae. Está presente em Malásia. A UICN classificou-a como quase ameaçada.